# Gymnocheta monosetus
Gymnocheta monosetus là một loài ruồi trong họ Tachinidae.